# 마로촌
마로촌(万呂村)은 와카야마현 니시무로군에 있던 촌이다. 현재의 다나베시 중심부의 북동일대에 해당한다.

## 역사
- 1889년 4월 1일 - 정촌제 시행에 의해 니시무로군 마로촌이 성립하였다.
- 1950년 12월 15일 - 다나베시에 편입해, 동일 마로촌은 폐지되었다.

## 참고문헌
- 角川日本地名大辞典 30 和歌山県